# Ardoyne
Ardoyne (in irlandese: Ard Eoin) è un distretto a nord di Belfast, noto per la serie di incidenti che si sono verificati durante i Troubles in Irlanda del Nord. Ardoyne è una popolare attrazione turistica per coloro che vogliono vedere i murales e cosa è successo durante i Troubles.
L'area è cattolica e nazionalista e confina con lunionista Shankill Road, che qui ha provocato molti atti di violenza. Un muro separa le aree.
Ardoyne conta circa 6.000 abitanti. 500 di loro sono stati condannati al carcere durante i Troubles e 99 sono morti.
Il nome deriva dal gaelico Ard Eoin.
Ogni anno, l'Ordine di Orange marcia attraverso Ardoyne, che di solito si traduce in risse di strada. I combattimenti di strada nel 2010 sono considerati i peggiori da quando è stato firmato l'Accordo del Venerdì Santo. Sono state mosse forti critiche al modo in cui il Sinn Féin ha gestito la questione negli ultimi anni.

## Fondazione
Il villaggio di Ardoyne fu fondato nel 1815 quando l'uomo d'affari Michael Andrews trasferì la sua fabbrica di damaschi da Little York Street. Oltre alla fabbrica costruì una grande casa per sé e trenta case per i dipendenti. Altre fabbriche furono costruite intorno al villaggio in crescita e nel 1850 c'erano altre tre fabbriche nella zona, fornendo lavoro e case per una popolazione in crescita. La casa in cui viveva Andrews non c'è più. Ora è il sito del Crumlin Star Social Club, situato a Balholme Drive nella parte superiore di Ardoyne.

## Ardoyne nella cultura popolare
Ardoyne è l'ambientazione in cui si svolgono i romanzi No Bones e Milkman di Anna Burns. In questi romanzi, descrive una ragazza cresciuta ad Ardoyne durante i Troubles.